# 索曲
索曲，是怒江的支流，發源於白雄以北的唐古拉山南麓，河長276公里，流域面積13,190平方公里，是怒江水系最大的支流。索曲水系支流眾多，流域面積大於1,000平方公里的支流有本曲、巴青曲、益曲及庫而色。索曲幹流在比如縣以東20餘公里處匯入怒江。